# Pterostyrax psilophyllus
Pterostyrax psilophyllus là một loài thực vật có hoa trong họ Bồ đề. Loài này được Diels ex Perkins miêu tả khoa học đầu tiên năm 1907.

## Hình ảnh

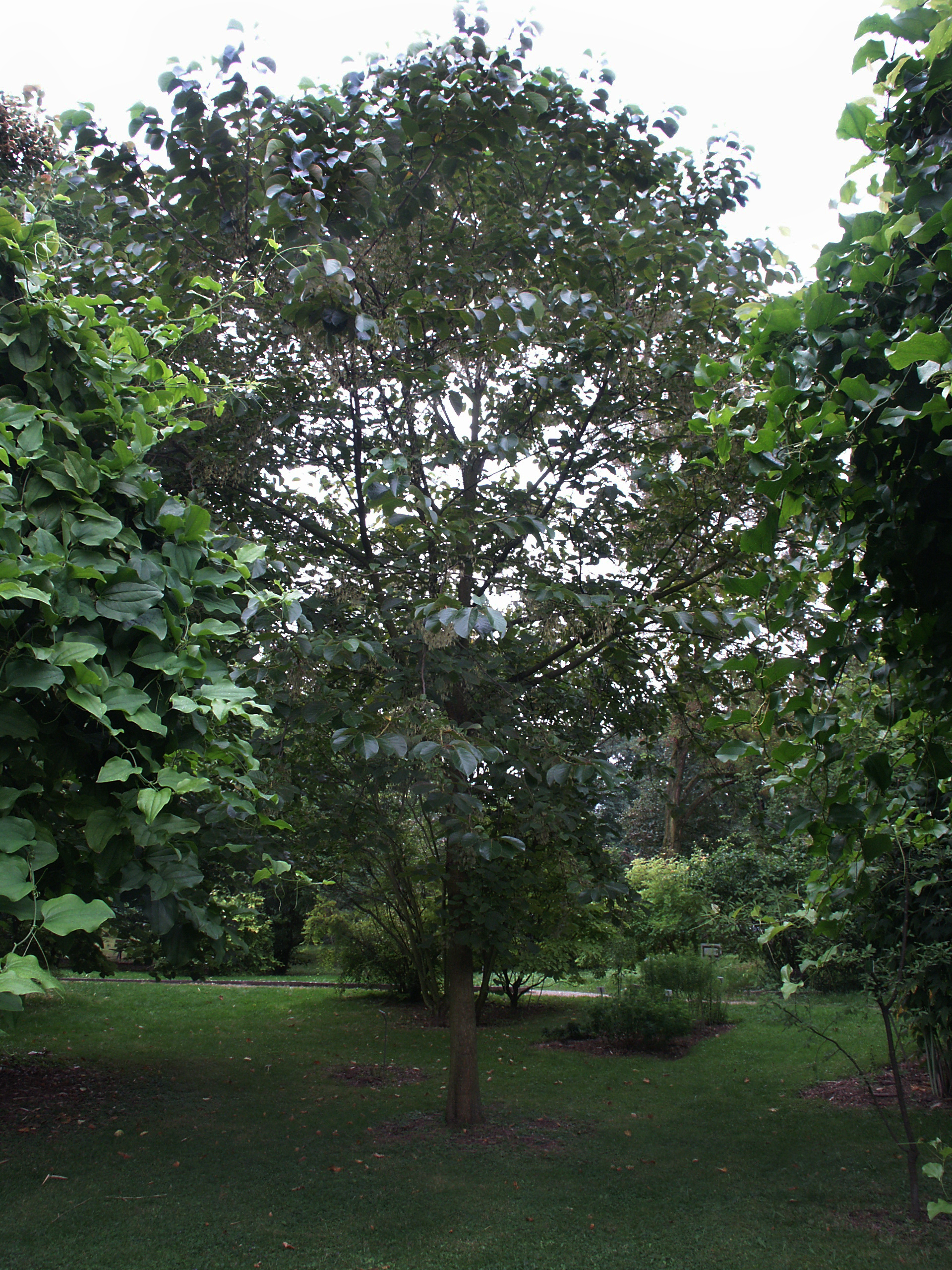
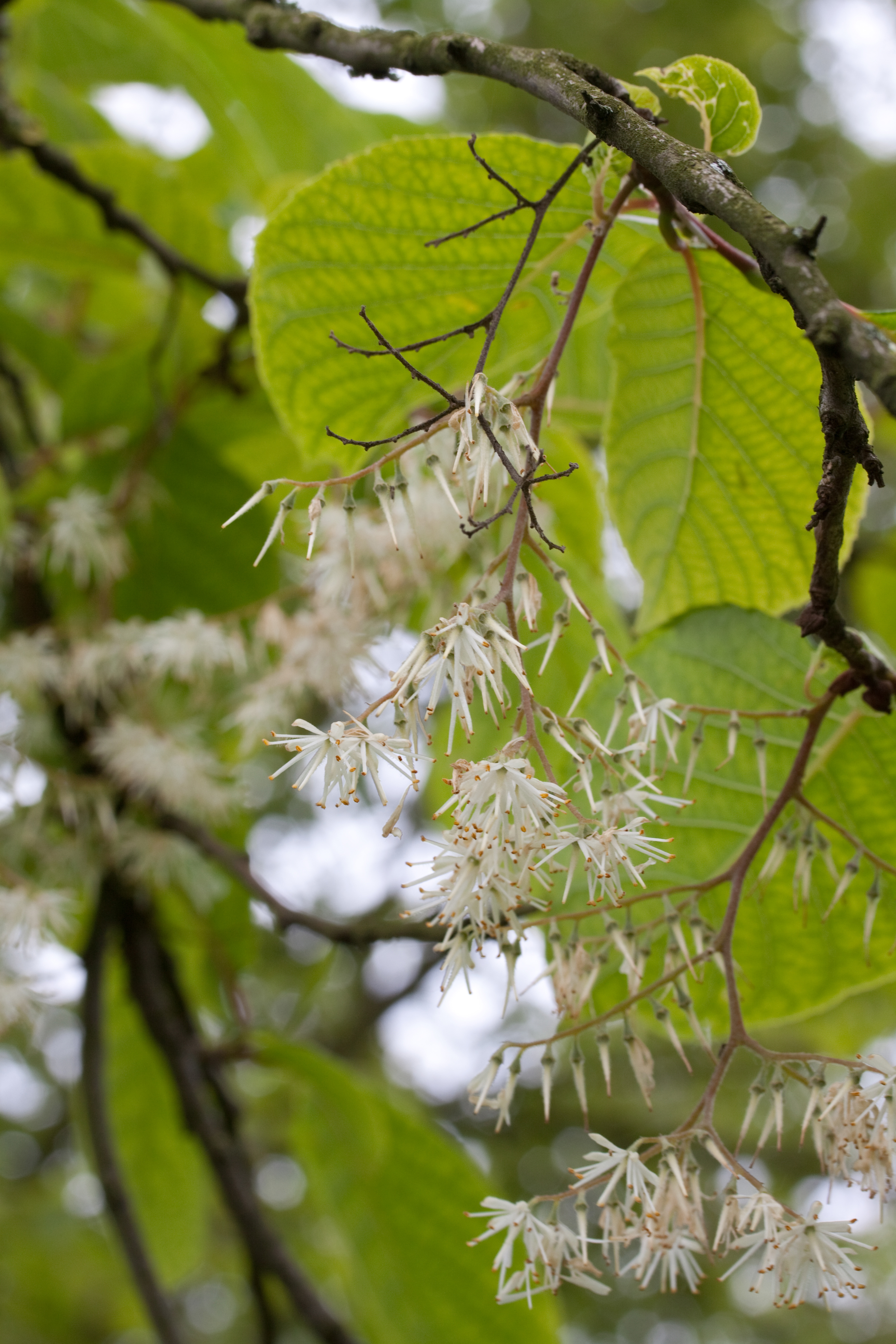
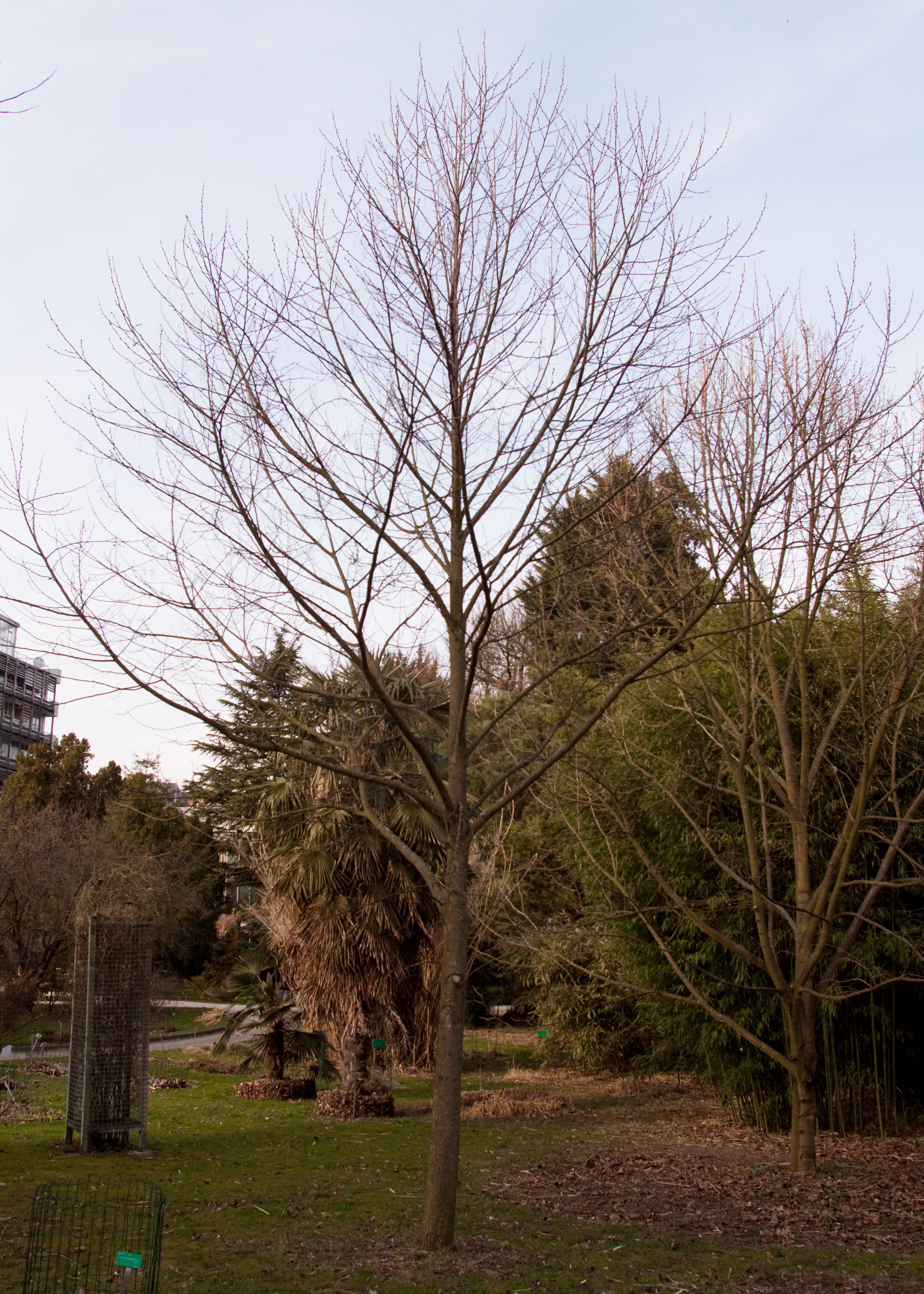
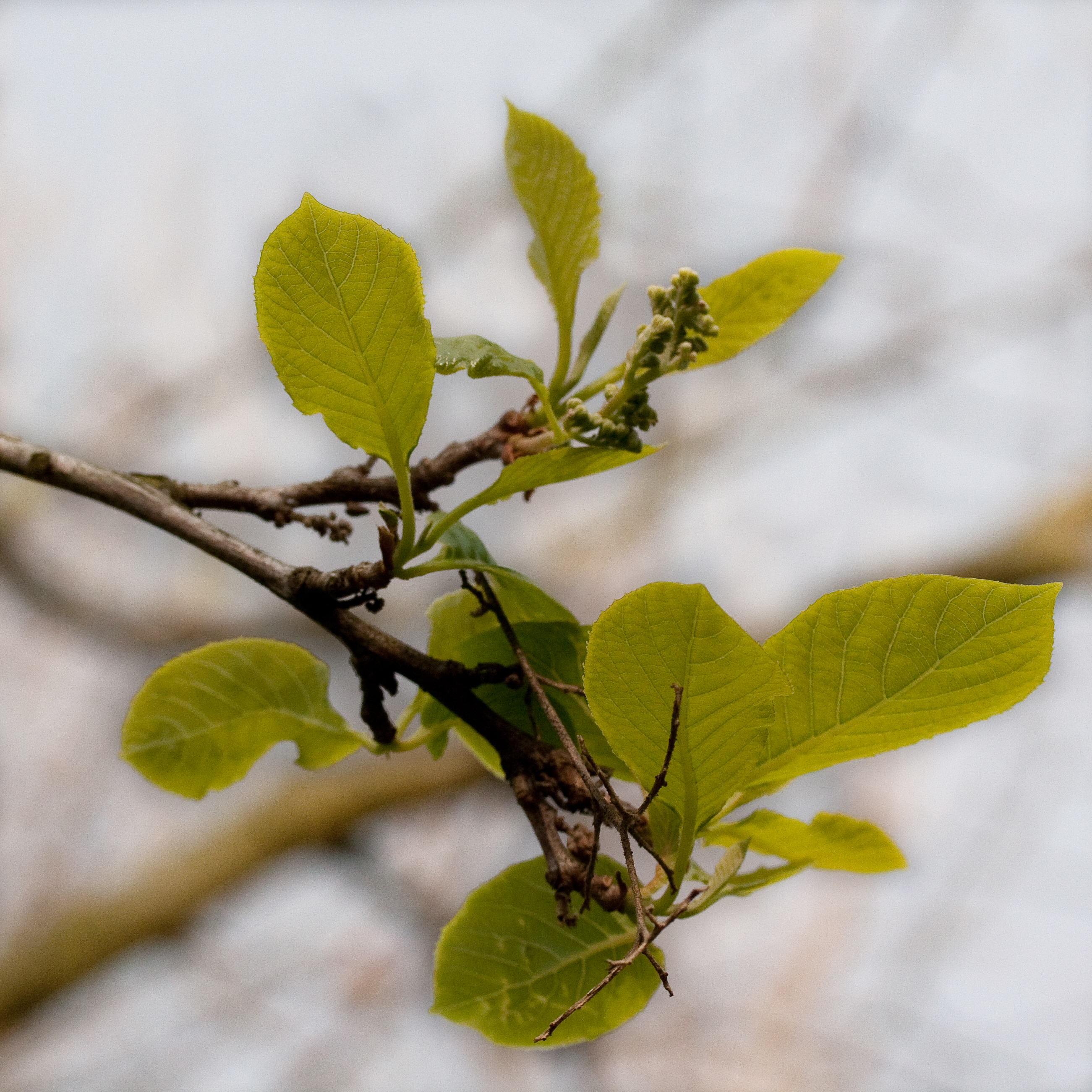